# آخرین چوشینگورا
آخرین چوشینگورا (به ژاپنی: 最後の忠臣蔵)؛ نام یک کتاب نوشته ایکه‌میا شوایچیرو است که در سال ۱۹۹۴ توسط شینچوشا منتشر شده‌است. بر مبنای این کتاب در سال ۲۰۱۰ یک فیلم نیز به همین نام به کارگردانی سوگیدا شیگه‌میچی ساخته شده‌است.